# Ден на народните будители
Денят на народните будители е български официален празник, на който се чества делото на българските просветители, книжовници и революционери - първоначално на тези от времето на Българското Възраждане, Освобождението и първите десетилетия след него (до 20-те години на ХХ век), по-късно (донякъде в съгласие с изначалната му идея) обсегът му се разширява и върху културни дейци и личности със съществен принос за възхода и запазването на народа въобще, включително и от предходни епохи, както и от по-ново време. Отбелязва се ежегодно с факелни шествия на 1 ноември в Република България. Празнува се официално от 1922 г., с прекъсване в периода 1945 – 1992 г.

## Възникване на празника
Отдаването на почит към будителите датира още от времето, в което са живели или когато са получили признание. Духовното просвещение на българския народ дава тласък на националното осъзнаване, борбите за самостоятелно църковно и културно развитие и освободително движение по българските земи. Във вече освободена България народът, току-що отхвърлил османското владичество, съзнава подвига на възрожденските просветители и революционери и изпитва нужда от някакво по-значително отбелязване на техните заслуги. В това време много често явление е назоваването на имената на народните будители на улици, читалища и училища. Специален ден за тяхното честване, първо неофициално (Пловдив, 1909 г.), впоследствие и с правителствен указ, и с конкретен закон става датата 1 ноември (стар стил: 19 октомври). 
Според изследователи като Жоржета Назърска празникът възниква като контрапункт на обезверяването след краха на българския национален идеал в междувоенния период (след края на Първата и преди началото на Втората световна война) и е израз на културен феномен със силна идеализация на Българското възраждане, при което възникват обекти като къщи музеи, бюстове, паметници, алея на възрожденците и се издава в огромни тиражи мемоарна книжнина.
През 1922 г. Стоян Омарчевски — министър на народното просвещение в правителството на Александър Стамболийски, давайки път на инициатива от по-ранни години на група интелектуалци (Станимир Станимиров, Александър Радославов, Димитър Лазов, проф. Беньо Цонев, Иван Вазов, проф. Любомир Милетич, д-р Михаил Арнаудов, д-р Филип Манолов, Христо Цанков-Дерижан, проф. Иван Георгов, Стилиян Чилингиров, Адриана Будевска и Елена Снежина) внася предложение в Министерския съвет за определянето на 1 ноември като Ден на българските народни будители. (При установяването на Григорианския календар като държавен през 1916 година Българската православна църква продължава да използва Юлианския календар — чак до 1968 г. Съответно 19 октомври — денят, в който се чества св. Иван Рилски Чудотворец, става 1 ноември по новия календар.) Окръжѐн с всенародна почит и признание, смятан за небесен покровител на българския народ и държава, свети Иван Рилски е останал в народната памет като образец за всеотдайност, безсребърничество, любов към ближния и отечеството. Народната обич и уважение към този светец остават живи през вековете на османското владичество. На 28 юли 1922 г. Министерството на народното просвещение излиза с окръжно № 17743, според което 1 ноември е определен за „празник на българските будители, ден за отдаване на почит към паметта на големите българи, далечни и близки строители на съвременна България“. На 31 октомври 1922 г. излиза постановление на Министерския съвет за обявяване на празника. На 13 декември същата година XIX народно събрание приема Закон за допълнение на Закона за празниците и неделната почивка. На 3 февруари 1923 г. цар Борис III подписва закона за въвеждането на Деня на народните будители. Три години след подписване на Ньойския договор българското общество изпитва остра нужда от духовни стимули и ги намира в наследството от идеи на най-мъдрите българи. 
Отправя се Прокламация за Деня на народните будители, част от която гласи:
„Нека Денят на св. Йоан Рилски да се превърне в Ден на народните будители, в празник на големите българи, за да събуди у младите здрав смисъл за съществуването и интерес към дейците на миналото ни.“
По повод обявяването на празника за общонационален, министър Стоян Омарчевски казва: „...първата наша грижа е да обърнем погледа на нашата младеж към всичко ценно и светло от нашето минало и да я приобщим към това минало, за да почерпи тя от него бодрост и упование, сила и импулс към дейност и творчество. Нашата младеж трябва да знае, че животът само тогава е ценен, когато е вдъхновен от идейност, от стремеж; само тогава животът е съдържателен и смислен, когато е обзет от идеализъм, когато душите и сърцата трептят за хубавото, националното, идеалното, а това е вложено в образите и творенията на всички ония наши дейци, които будиха нашия народ в дните на неговото робство, които го водиха към просвета и национална свобода през епохата на Възраждането и които му създадоха вечни културни ценности през неговия свободен живот... Министерството на народното просвещение определя деня 1 ноември — деня на св. Йоан Рилски, за празник на българските будители, за празник, да го наречем, на големите българи, чрез който празник, уреден планомерно и системно, да се обединяват всички усилия в това направление, като тоя ден се превърне в култ на българския народен гений: отдавайки почит към паметта на народните будители, към ония, които като самоотвержени воини водиха българския народ в миналото към просвета, към свобода, към култура, да вдъхновим младежта чрез техните светли образи към народни и културни идеали.“
Впоследствие празникът се отбелязва редовно до средата на 40-те години на ХХ век.

## Отмяна на празника по време на комунистическия режим и последвалото възстановяване
През 1945 г. честването на празника е отменено от наскоро дошлото на власт правителство на Отечествения фронт, дало началото на местния комунистически режим, като част от характерната за този период обстановка на пропаганда и цензура. Това е един от първите актове на постепенна замяна и омаловажаване от новата власт в България на празниците, които се свързват в съзнанието на народа с предишните управления, имат религиозен характер или са с по-скоро национално значение, с такива които имат по-скоро светска, идеологическа-комунистическа или интернационална насоченост. Като основен заместител на Деня на будителите идва имащият и свои и предходни и съвременни значение и история Ден на Кирил и Методий (преобразуван в Ден на българската и славянската писменост и култура). Въпреки официалната отмяна, традицията на честване на народните будители продължава да се поддържа. В много селища на България този ден се отбелязва неофициално: например в района на град Пирдоп на този ден учениците от началните училища изработват фенерчета с изписани букви от българската азбука, осветени отвътре, и дефилират пред обществото, облечени тържествено, в много случаи с народни носии.
Празникът е възстановен на 1 ноември 1990, когато по съвместна инициатива на "Мати Болгария", Петър Константинов и Федерацията на независимите студентски дружества  (ФНСД) се организира факелно шествие, което преминава през центъра на София.
Със Закона за допълнение на Кодекса на труда, приет от XXXVI народно събрание на 28 октомври 1992 г., празникът се възобновява официално по идея на професор Петър Константинов — председател на Общонародното сдружение „Мати Болгария“. Датата 1 ноември отново е обявена за Ден на народните будители и става неприсъствен ден за всички учебни заведения в страната. От 2002 г. се изпълнява ритуал по издигане на националното знаме пред парадния вход на Президентската администрация и извършване на тържествена смяна на караула.

## Личности, чествани на този ден
Народното будителство се свързва с периода на т.нар. Ранно Възраждане , който съвпада с века на Просвещението и повечето от най-тачените народни будители са представители на тази част от българската история или близки техни ученици и следовници, но то обхваща и други хора, като редица обществени дейци, включително християнски светци, от предходните епохи, борци за народното добруване, във времената на Априлското въстание и Освобождението, творци и политически дейци, чиито дела са очертали културния възход на народа или се трудили за свободата му, в хода на целия следосвобожденски период.

## Произход на термина
Идеята за събуждането, респективно – поддържането на будността на народа – идва от впечатлението, че бидейки поробен, той е изпаднал в летаргия.
| „                     | Стига толкоз спавание, що е спала Болгария доволни векове | “ |
| Неофит Рилски 1835 г. |                                                           |   |

| „                       | Доволно вече що сте спали. Станете! Дойде бъдний ден… | “ |
| Петко Славейков 1886 г. |                                                       |   |

Съществува версия, според която думата „будител“ се свързва с религиозната практика на акимитите, група византийски монаси, повлияли на дейността на Св. св. Кирил и Методий, известни като "будните" (поради това, че извършвали богослуженията в манастира си – Студит, част от комплекса на който е и манастирът метох, който е бил жилище на създателите на глаголицата – на смени и по този начин постигали тяхната абсолютна непрекъснатост).

## Празнуване под други надслови
От 1991 г. Съюзът на учените в България отбелязва Деня на народните будители и като Ден на българската наука. С решение на Съюза на българските журналисти този ден става и Ден на българската журналистика.

## Други
На народните будители е наречена улица в квартал „Свобода“ в София (Карта).